# Heinz Lammerding
Heinz Bernard Lammerding, född 27 augusti 1905 i Dortmund, död 13 januari 1971 i Bad Tölz, var en tysk SS-general. Han var högsta befäl för Waffen-SS-divisionen Das Reich när massakern vid Oradour-sur-Glane genomfördes i juni 1944.

## Utmärkelser
- Järnkorset av 2:a graden: 23 maj 1940
- Järnkorset av 1:a graden: 22 juni 1940
- Tyska korset i guld: 24 april 1943
- Riddarkorset: 11 april 1944

## Befordringar
- SS-Obersturmführer: 1 maj 1935
- SS-Hauptsturmführer: 30 januari 1937
- SS-Sturmbannführer: 19 oktober 1939
- SS-Obersturmbannführer: 1 september 1941
- SS-Standartenführer: 30 januari 1943
- SS-Oberführer: 9 december 1943
- SS-Brigadeführer und Generalmajor der Waffen-SS: 20 april 1944
- SS-Gruppenführer und Generalleutnant der Waffen-SS: januari 1945